# Партийный билет

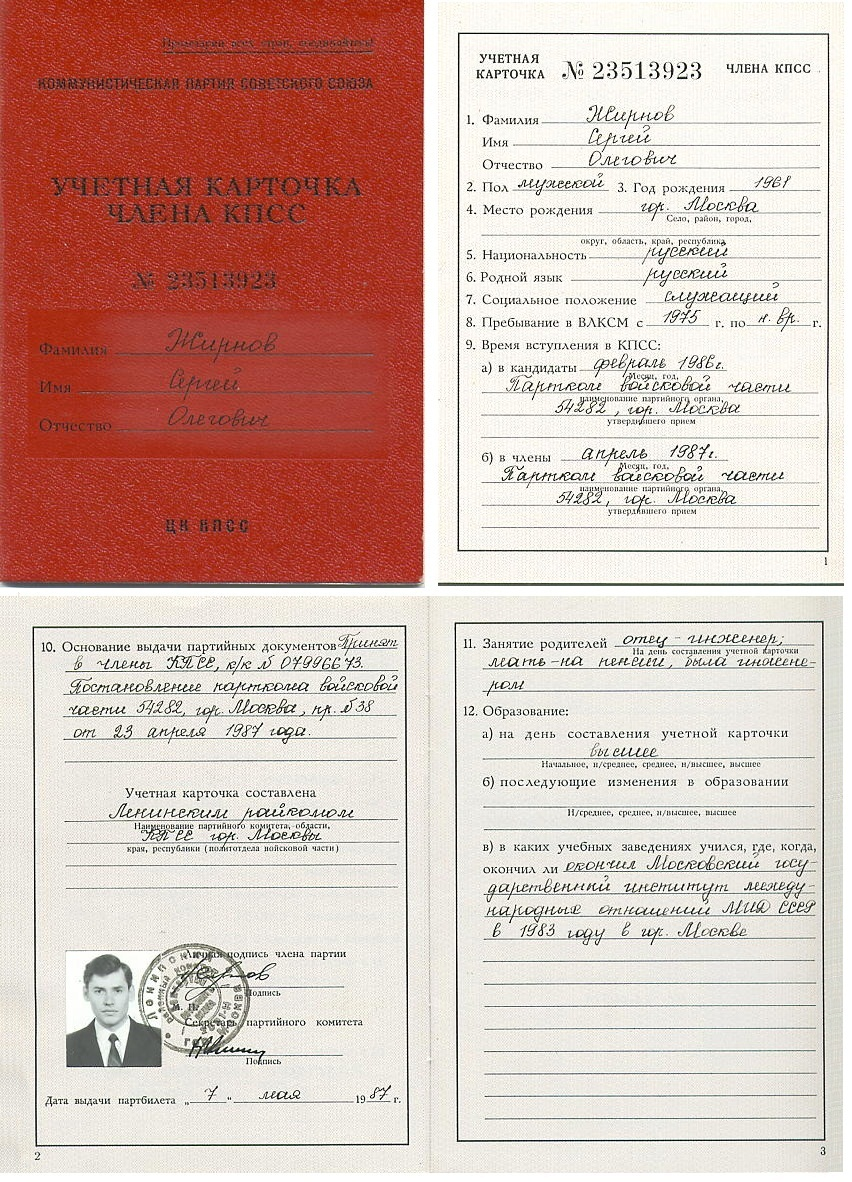
Учётная карточка члена КПСС — правившей в СССР партии. Содержит всю полную информацию о члене: №, Ф. И. О., состав семьи, образование, звания-награды, его деятельность, деловые качества, а также выговоры и замечания по партийной линии. Хранилась в местных комитетах партии для учёта членов. Состоит из восьми страниц.
С декабря 1991 года учётные карточки хранятся в районных и городских архивах при местной администрации. Доступ к архиву ограничен!

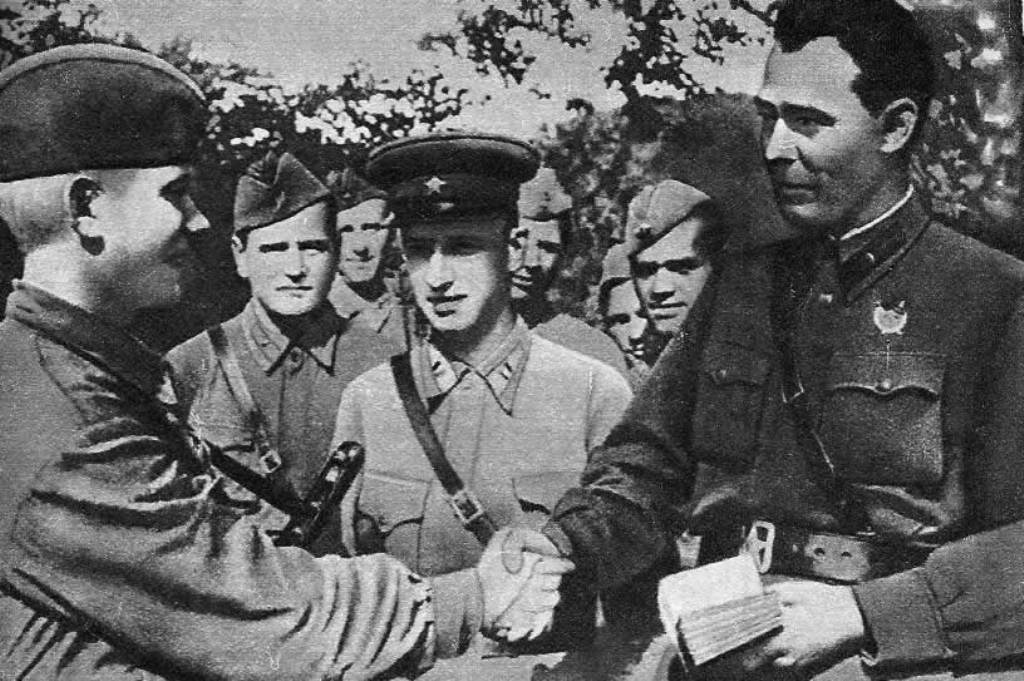
Бригадный комиссар Л. И. Брежнев (справа) вручает партийный билет (партбилет) помкомвзвода А. Малому, 1942 год.

Партийный билет (партбилет) — внутрипартийный документ партийного учёта, удостоверяющий партийную принадлежность его владельца, имеющего право голоса при голосовании внутри партии. Единого требования к партийному документу Министерством юстиции к зарегистрированным партиям не установлено, некоторые партбилеты выполнены в виде пластиковых карт.

## Партбилет КПСС
В 1917 году коммунисты стали получать первые партийные билеты. Образец партийного билета разработал Петербургский комитет. Подлинник партбилета № 1 хранился в Москве в Центральном ордена Ленина Государственном музее Революции СССР — это красноватый тонкий картон размером 10,5 x 16,5 см, перегнутый вдвое. Это были номерные партийные билеты, сначала члена Российской коммунистической партии (большевиков) (РКП(б)), а затем — КПСС.

### Получение партийного билета
Для приема в партию было необходимо пройти определённые этапы. И одним из них было зачисление в кандидаты в члены КПСС. При этом выдавалась кандидатская карточка КПСС, которая представляла собой удостоверение с фотографией и данными на кандидата.
Кандидатский срок составлял один год, затем кандидата принимали на партийном собрании в члены КПСС, это решение рассматривалось на Бюро райкома или горкома партии. Члену партии выдавался партийный билет. Приём в партию и первичное вручение партийного билета обычно происходило в торжественной обстановке и приурочивалось к крупным государственным праздникам. Повторное вручение партбилета происходило также и в тех случаях, когда происходило восстановление в партии бывшего её члена.
Со временем «партбилет, содержавший в себе ранее сведения о члене партии, был упрощён, с сокращением ненужных для партбилета данных, зато эти сведения были расширены в личных делах, на основе которых был установлен и постепенно внедрялся персональный учёт ответственных работников».

### Статус
Статус этого документа в СССР трудно переоценить. За его небрежное хранение и утерю могли последовать жесткие санкции, вплоть до исключения из партии. Состояние человека, потерявшего этот важный документ, показано в художественном фильме «Партийный билет» (много позже появился анекдот: «На международном фестивале фильмов ужасов Гран-при получила советская лента „Потеря партбилета“»). Для ответственных и партийных работников утеря партбилета была гораздо существеннее, чем утеря паспорта. Утраченные партийные документы считались недействительными с момента утраты и подлежали замене при соответствующем решении партийных органов.
Исключение из партии сопровождалось изъятием данного документа, и крылатая фраза «партбилет на стол положишь», которую можно встретить в художественной литературе тех лет и кинематографических фильмах, звучала достаточно грозно. «Партбилет на стол положишь!» — это одно из самых страшных проклятий советских времен.
Всё же человек ― удивительное создание: я твёрдо знал, что жизнь моя ― на волоске, что если меня не убьют при попытке к бегству, то всё равно убьют по дороге, так как от сильной потери крови я едва ли мог бы идти наравне с остальными, но когда обыск кончился и партбилет остался при мне, ― я так обрадовался, что даже про жажду забыл! (Михаил Шолохов. «Наука ненависти», 1942)
В годы Великой Отечественной войны сохранение партийного билета для воинов, выходивших из окружения или разрозненно отступавших под давлением противника, являлось важным условием для сохранения доверия со стороны органов НКВД. При гибели военнослужащего его партийный билет подлежал возврату в соответствующие партийные органы.
Ничего не было на этом человеке ― ни оружия, ни часов, ни денег, ни рубахи целой, ― всё он бросил, а партбилет пронёс. (Борис Горбатов. «Алексей Куликов, боец», 1942)
Отмечались случаи, когда в период обучения студента в высших учебных заведениях для устранения конкурентов осуществлялось уничтожение его партийного и комсомольского билета, что впоследствии имело административные и политические последствия для его владельца.

### Образцы
За годы существования КПСС сменился не один образец партбилета и несколько раз производился обмен партийных билетов. Устаревшие образцы теряли при этом свою силу. Для союзных республик выпускались свои образцы, где некоторые обозначения были продублированы на родном языке.

«1 марта 1973 года в нашей стране началось проведение обмена партийных документов. По установившейся традиции, партбилет за номером первым был выписан в Центральном Комитете КПСС на имя Владимира Ильича Ленина — основателя и вождя Коммунистической партии Советского Союза. Подписал ленинский партийный билет Генеральный секретарь ЦК КПСС товарищ Л. И. Брежнев».

Партбилет № 2 был выдан Л. И. Брежневу. До этого партбилет №2 принадлежал И.В.Сталину. у Н.С. Хрущёва партбилет был №4.
После запрета КПСС и введения многопартийной системы партийные и членские билеты стали выглядеть в виде удостоверения без графы членских взносов. С началом 2000 года партиями стали использоваться билеты из пластиковых карт, некоторые оснащены магнитной лентой, штрих-кодом и чипом, но не используются, нося чисто декоративный характер.

### В искусстве
- Поэт Александр Безыменский. Стихотворение «Партбилет».
- Партийный билет (фильм)

## Польская Народная Республика

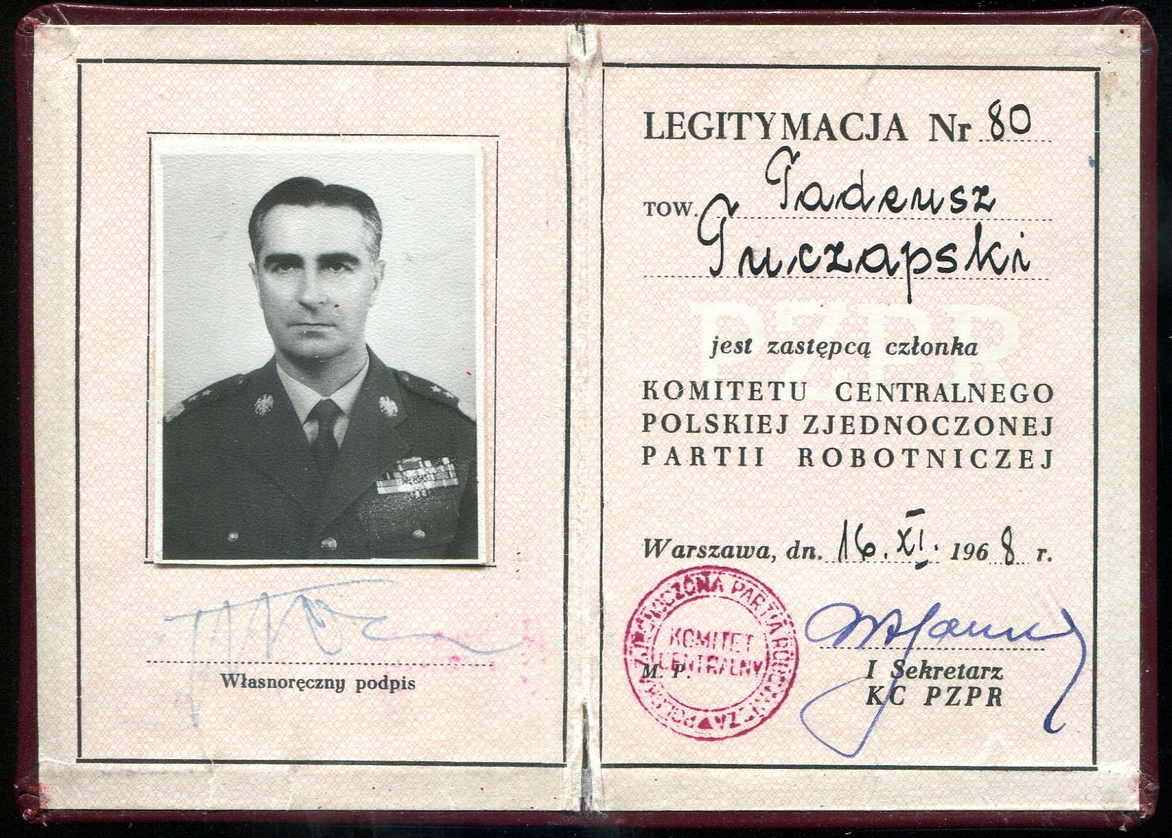
Партийный билет правящей Польской объединенной рабочей партии (ПОРП) в Польской Народной Республике

## Чехословацкая Социалистическая Республика

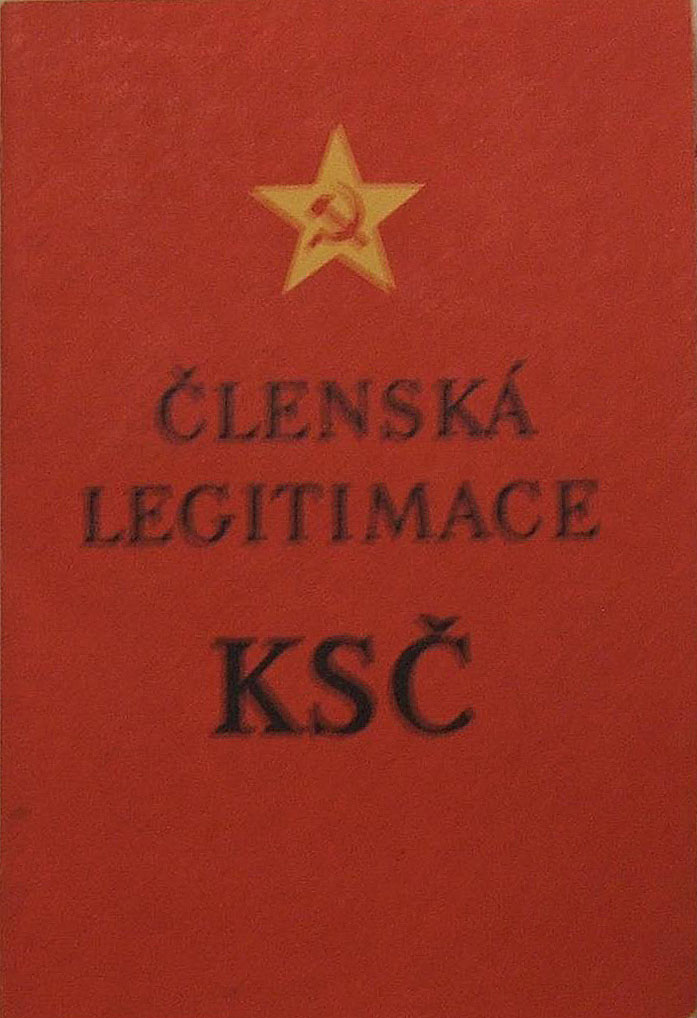
Партийный билет правящей Коммунистической партии Чехословакии (КПЧ) в Чехословацкой Социалистической Республике

## Народная Республика Болгария

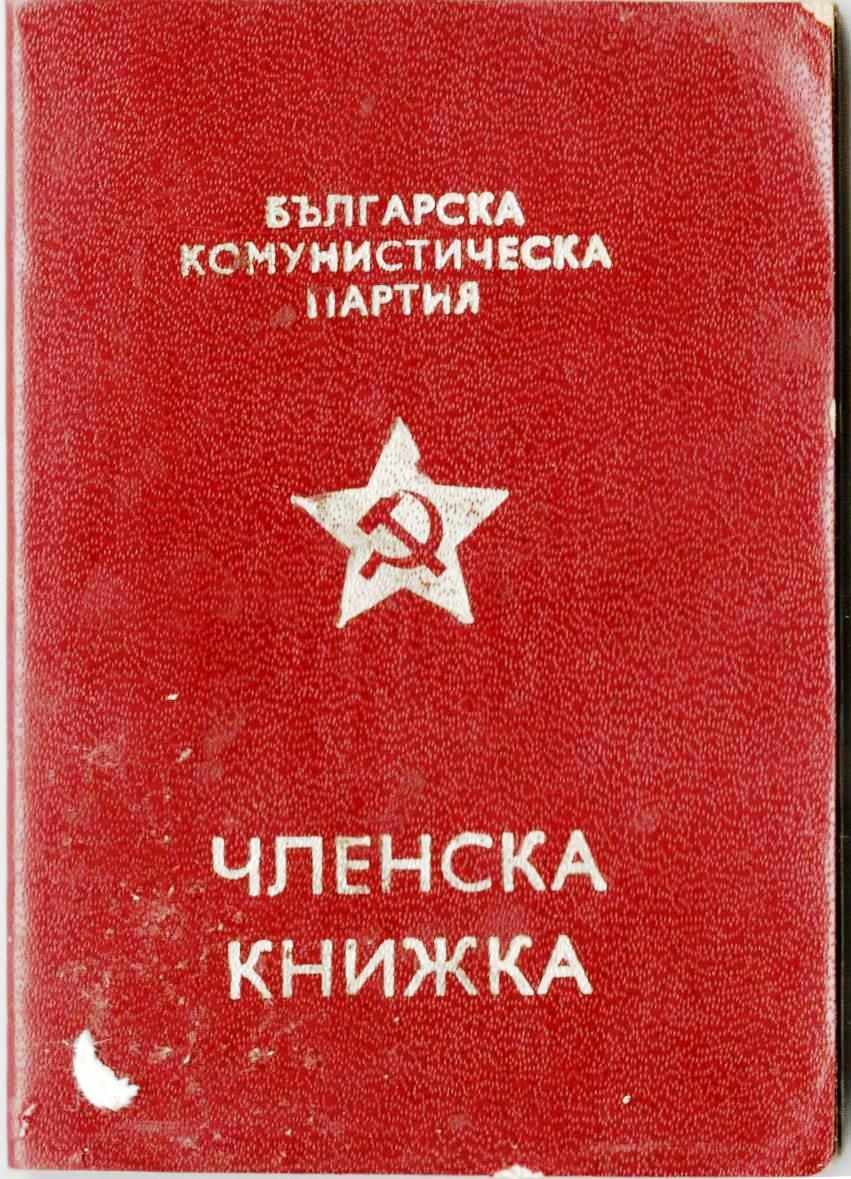
Партийный билет правящей Болгарской коммунистической партии (БКП) в Народной Республике Болгария

## Социалистическая Республика Румыния

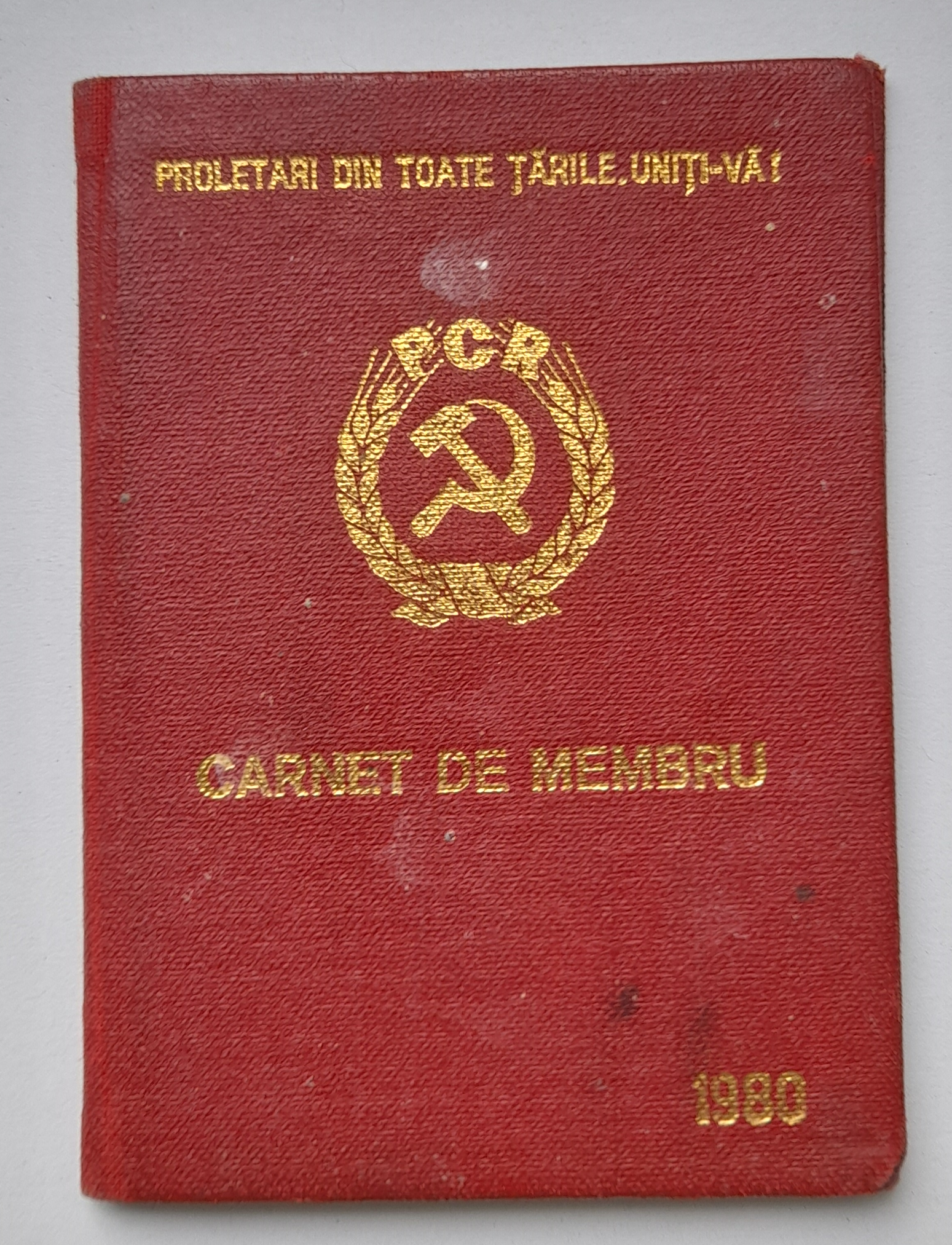
Партийный билет правящей Румынской коммунистической партии (РКП) в Социалистической Республике Румыния

## Современные партбилеты

### В Российской Федерации

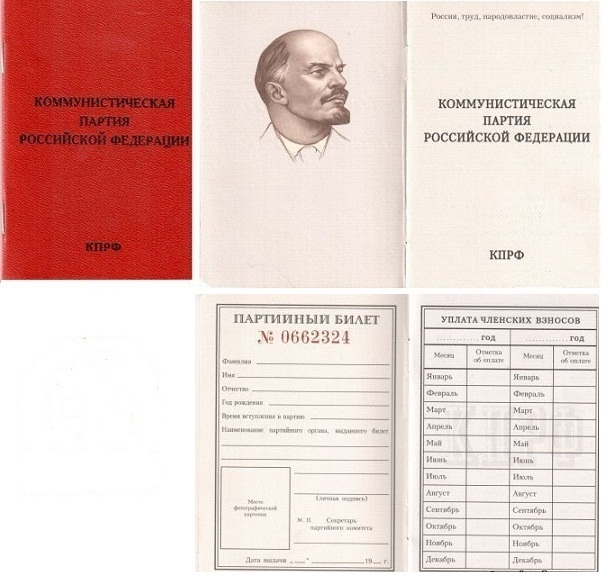
КПРФ (сохранён дизайн правившей в СССР КПСС)
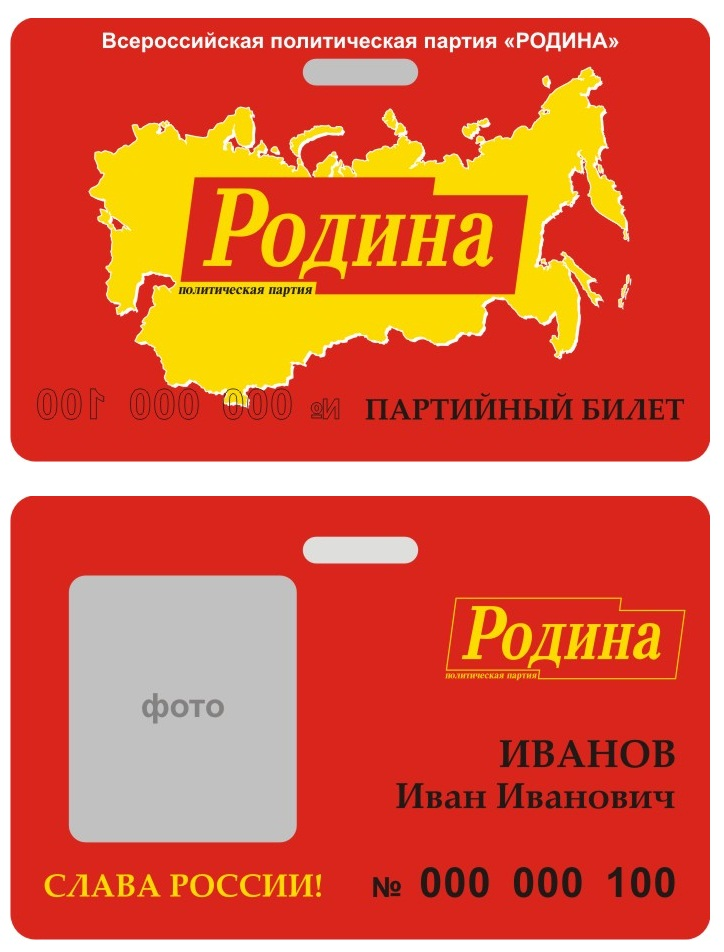
Партия «Родина» (2013)
Союз Правых Сил (2001—2008)
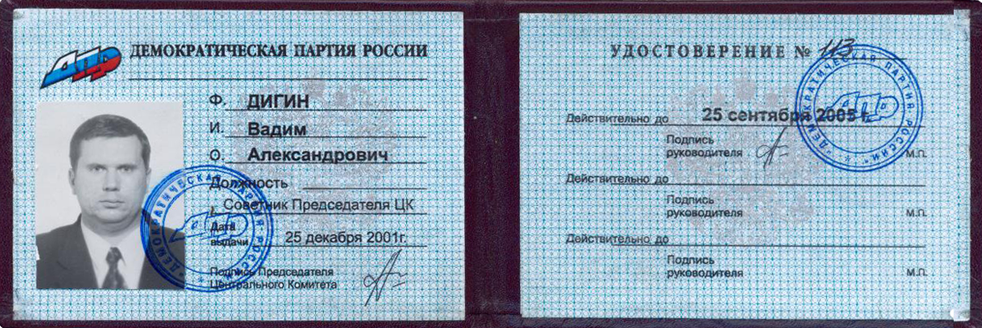
Демократическая партия России(1992—2006)
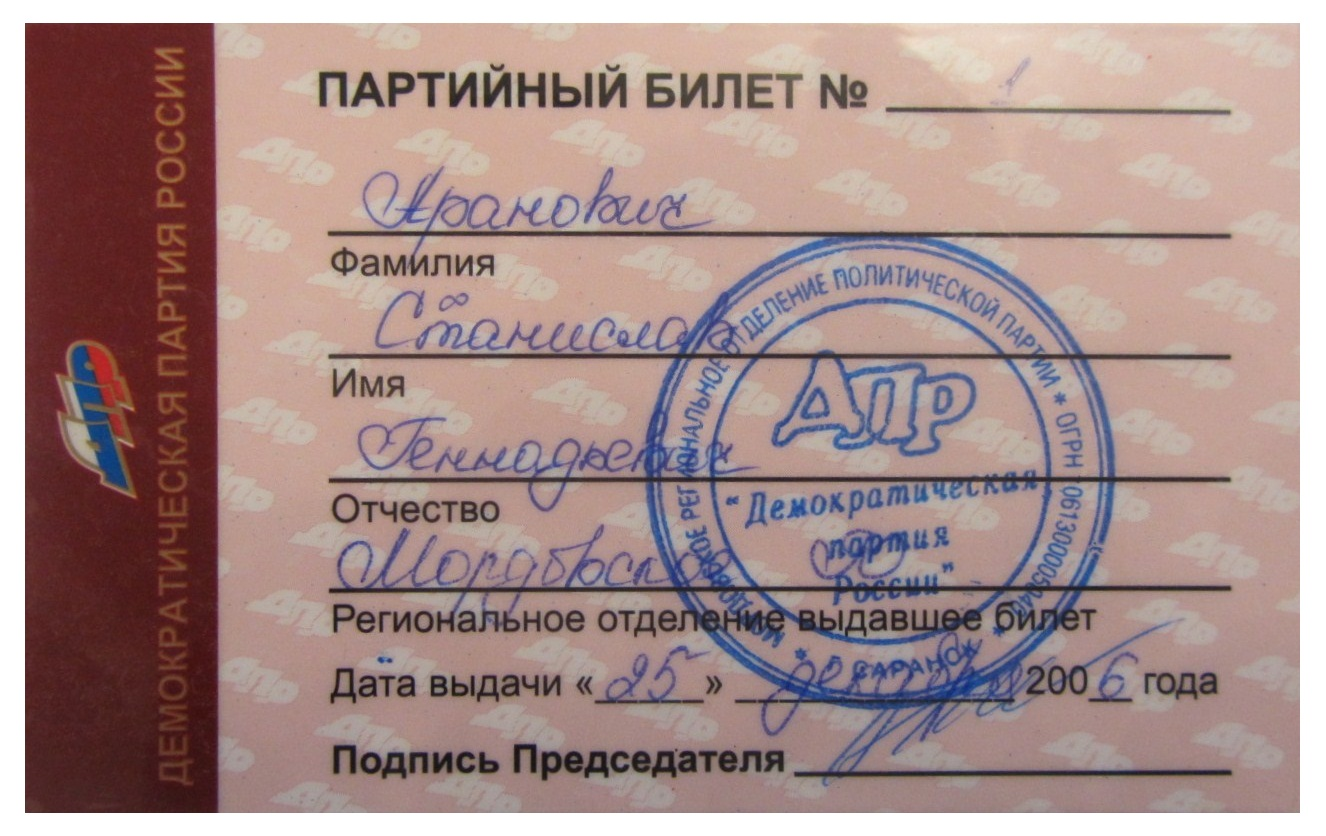
Демократическая партия России(2006—2008)
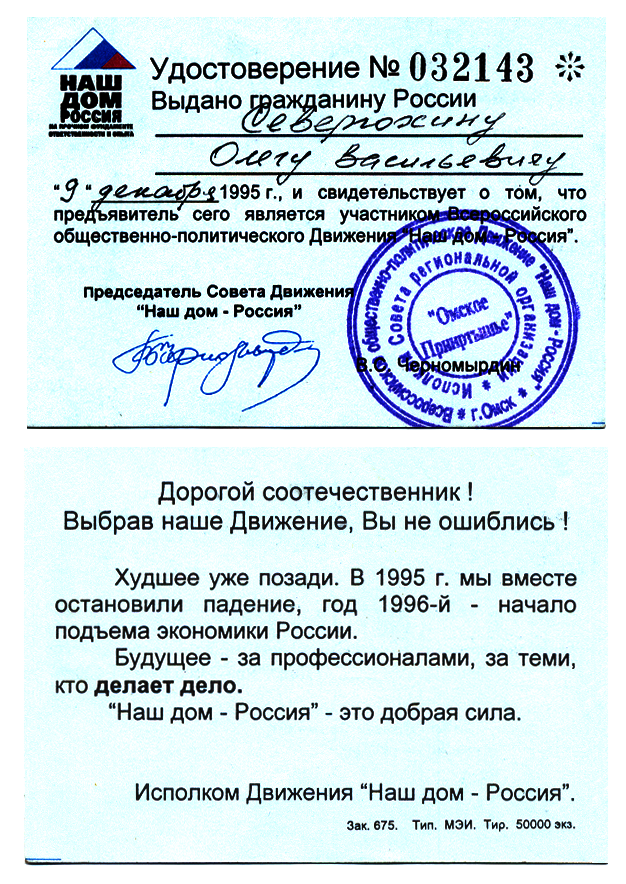
Наш дом — Россия (1995—1999)
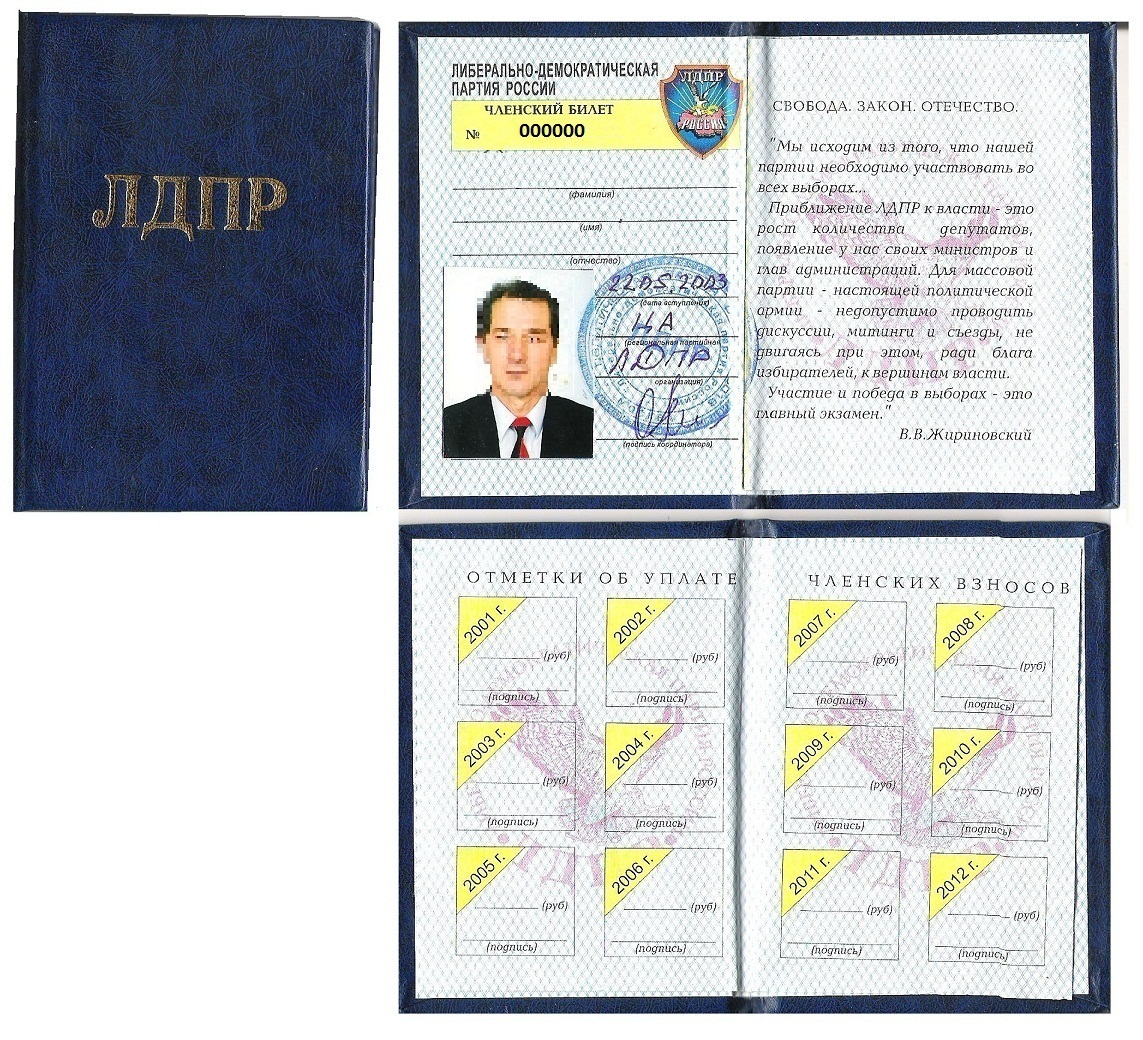
Либерально-демократическая партия России (1999—2020)
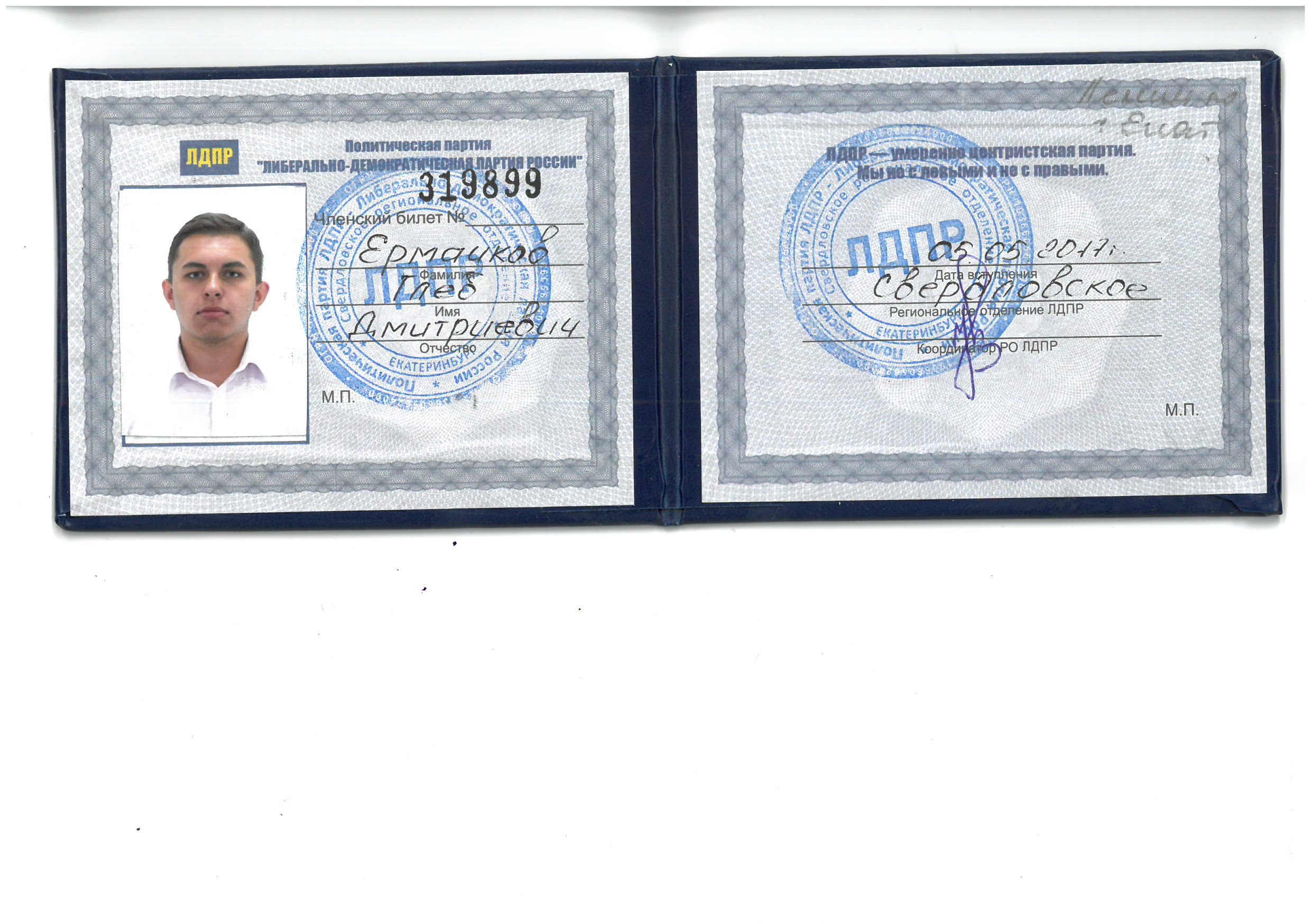
Либерально-демократическая партия России
Русское национальное единство

### На Украине

Наша Украина — партийный билет, 2005 год
Фронт перемен — партийный билет, 2013 год
УДАР — партийный билет, 2011 год
Батькивщина — партийный билет 2007 год
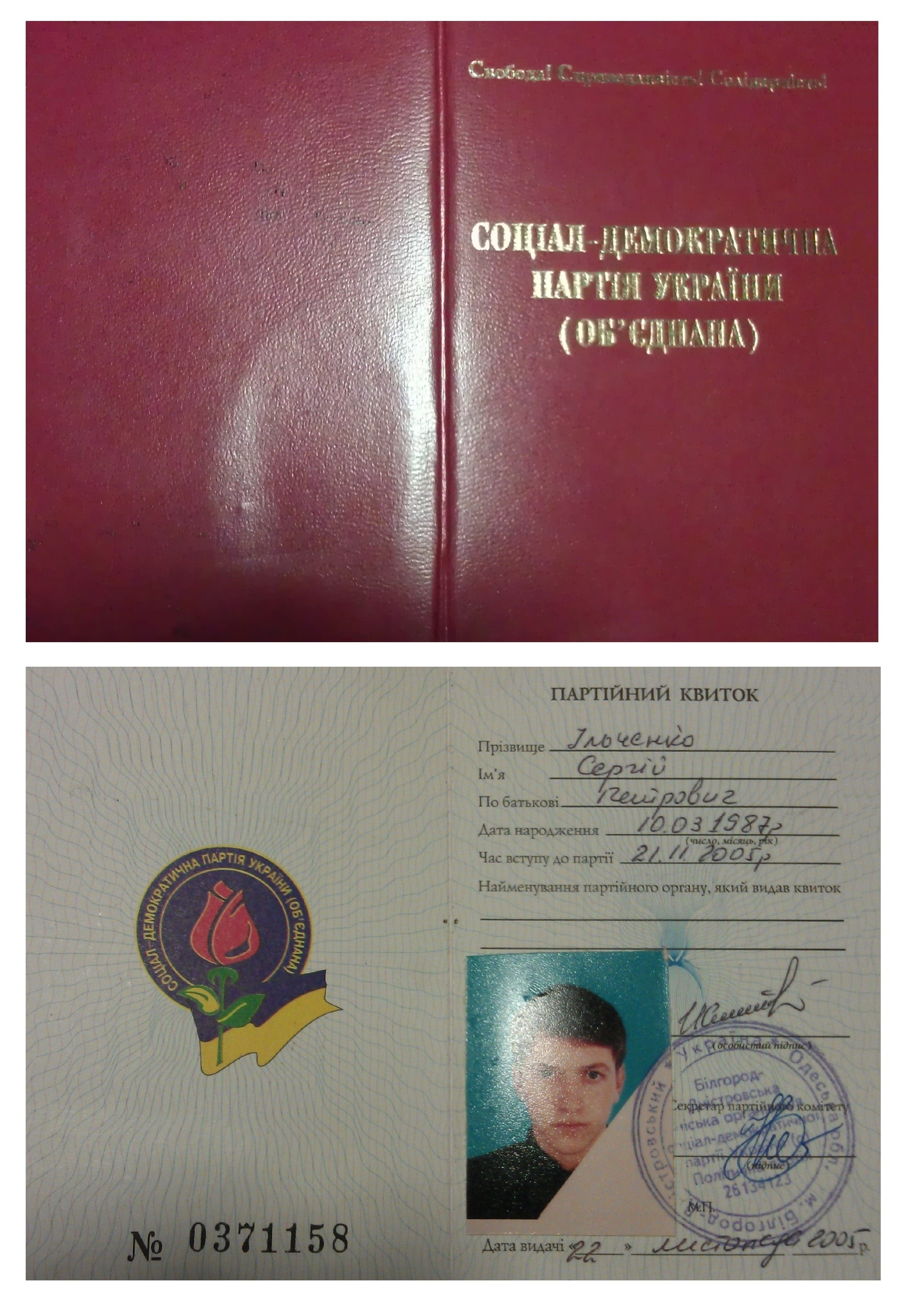
СДПУ(о) — партийный билет, 1997 — 2010 года
Партия регионов — партийный билет, 2005 год
Партия регионов — партийный билет, 2008 год
Коммунистическая партия Украины — партийный билет, 2011 год
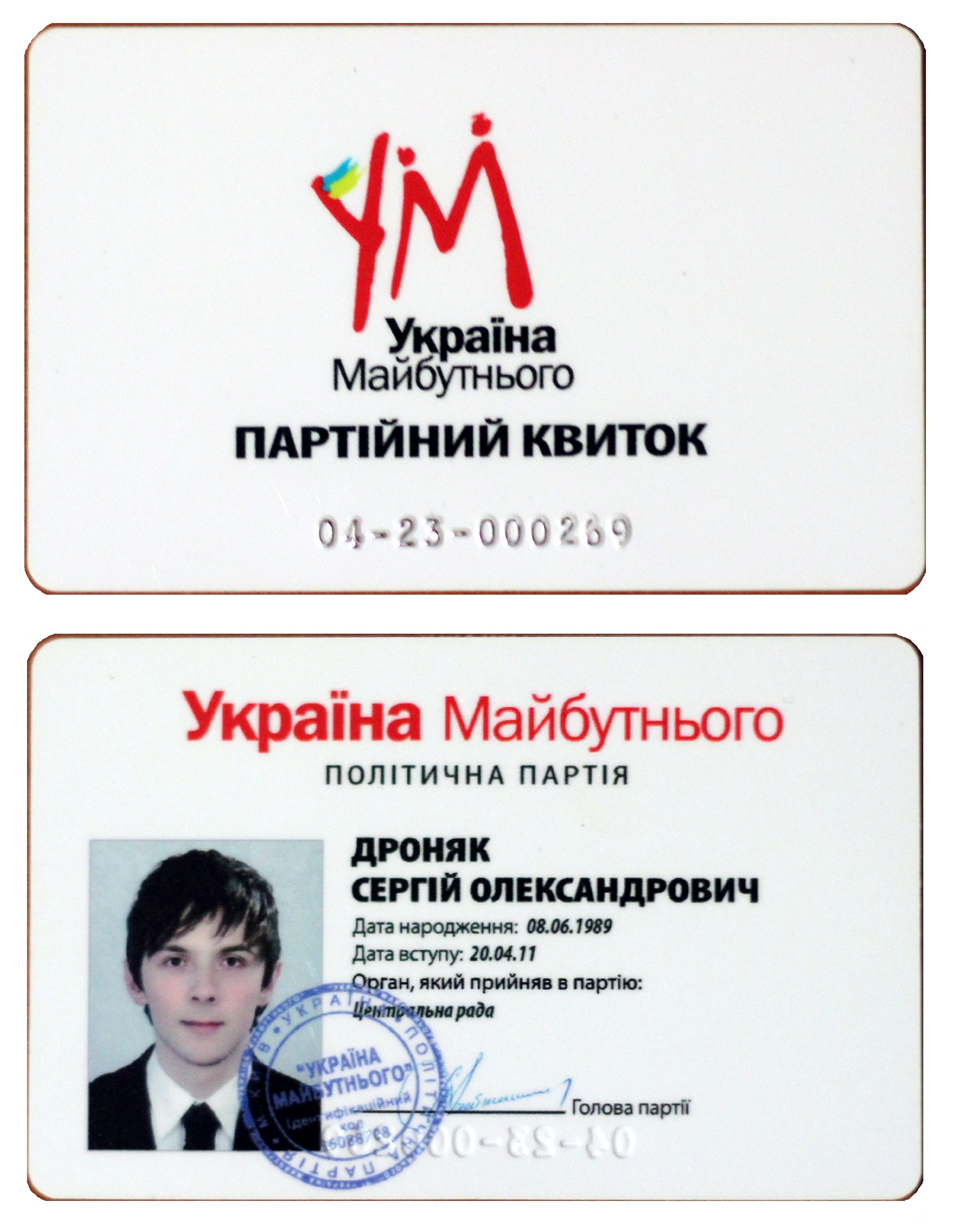
Украина Будущего Архивная копия от 7 июля 2013 на Wayback Machine — партийный билет, выполнен в виде пластиковой карты

### В Израиле

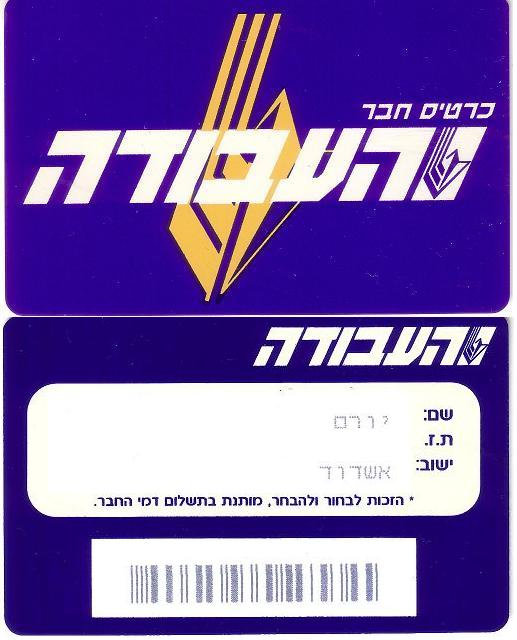
Авода — партийный билет

### В Северной Корее

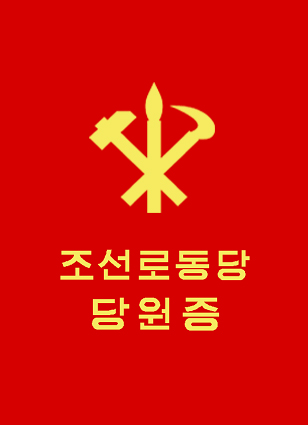
Трудовая партия Кореи - партийный билет

### В Китайской Народной Республике

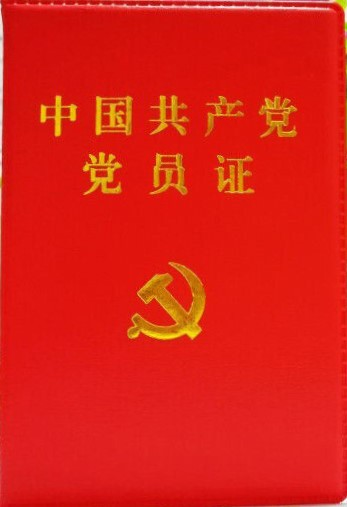
Коммунистическая партия Китая - партийный билет

### В Бельгии

Партия труда Бельгии - партийный билет, 2023 год